# Gullängets församling
Gullängets är en församling inom Svenska kyrkan i Örnsköldsviks södra pastorat i Örnsköldsviks kontrakt av Härnösands stift i Ångermanland, Örnsköldsviks kommun, Västernorrlands län.
Församlingskyrka är Gullängets kyrka.

## Administrativ historik
Församlingen bildades 1 januari 2024 genom en utbrytning ur Själevads församling och ingår i Örnsköldsviks södra pastorat.. Detta är en av helt nya församlingar efter att distrikt infördes den 1 januari 2016 och därmed har denna församling aldrig varit en befolkningsrapporteringsenhet.